# Allsvenskan i handboll för herrar 2004
Allsvenskan i handboll för herrar 2004.
BK Heid och Irsta Västerås tog de två direktplatserna till Elitserien. Ystads IF och GIK Wasaiterna Handboll kom trea och fyra och de fick kvalspela om en plats i Elitserien.

## Tabell
|   |                 | S  | V  | O | F  | GM  | IM  | MS   | P  |
| - | --------------- | -- | -- | - | -- | --- | --- | ---- | -- |
| 1 | BK Heid         | 14 | 11 | 2 | 1  | 383 | 301 | +82  | 24 |
| 2 | IVH Västerås HK | 14 | 10 | 1 | 3  | 406 | 331 | +75  | 21 |
| 3 | Ystads IF       | 14 | 8  | 2 | 4  | 388 | 345 | +43  | 18 |
| 4 | GIK Wasaiterna  | 14 | 7  | 0 | 7  | 395 | 385 | +10  | 14 |
| 5 | IK Heim         | 14 | 6  | 2 | 6  | 330 | 321 | +9   | 14 |
| 6 | LIF Lindesberg  | 14 | 5  | 0 | 9  | 367 | 420 | -53  | 10 |
| 7 | IF Hallby HK    | 14 | 3  | 2 | 9  | 352 | 406 | -54  | 8  |
| 8 | IK Cyrus        | 14 | 1  | 1 | 12 | 275 | 387 | -112 | 3  |

Kval: Kvalspelet till Elitserien i handboll för herrar 2004/2005